# Potters Village
Potters Village – miasto w Antigui i Barbudzie, na wyspie Antigua (Saint John), niedaleko All Saints; 3471 mieszkańców (2013). Trzecie co do wielkości miasto kraju.